# Флаглер (Колорадо)
Флаглер (англ. Flagler) — місто (англ. town) в США, в окрузі Кіт-Карсон штату Колорадо. Населення — 567 осіб (2020).

## Географія
Флаглер розташований за координатами 39°17′44″ пн. ш. 103°4′36″ зх. д. / 39.29556° пн. ш. 103.07667° зх. д. (39.295491, -103.076707).  За даними Бюро перепису населення США в 2010 році місто мало площу 3,31 км², уся площа — суходіл.

## Демографія
Згідно з переписом 2010 року, у місті мешкала 561 особа в 269 домогосподарствах у складі 143 родин. Густота населення становила 170 осіб/км².  Було 328 помешкань (99/км²).
Расовий склад населення:
| - 98,9 % — білих - 0,2 % — чорних або афроамериканців |

До двох чи більше рас належало 0,7 %. Частка іспаномовних становила 2,7 % від усіх жителів.
За віковим діапазоном населення розподілялося таким чином: 19,8 % — особи молодші 18 років, 55,8 % — особи у віці 18—64 років, 24,4 % — особи у віці 65 років та старші. Медіана віку мешканця становила 46,7 року. На 100 осіб жіночої статі у місті припадало 102,5 чоловіків;  на 100 жінок у віці від 18 років та старших — 97,4 чоловіків також старших 18 років.
Середній дохід на одне домашнє господарство  становив 38 664 долари США (медіана — 26 125), а середній дохід на одну сім'ю — 56 138 доларів (медіана — 37 143). За межею бідності перебувало 19,0 % осіб, у тому числі 23,2 % дітей у віці до 18 років та 10,5 % осіб у віці 65 років та старших.
Цивільне працевлаштоване населення становило 255 осіб. Основні галузі зайнятості: роздрібна торгівля — 20,0 %, освіта, охорона здоров'я та соціальна допомога — 18,8 %, виробництво — 16,5 %.